# Canada's Drag Race
Canada's Drag Race kanadska je televizijska reality emisija temeljena na američkoj emisiji RuPaul's Drag Race. U emisiji se kanadske drag kraljice kroz razne izazove natječu kako bi osvojile titulu „kanadske drag superzvijezde” te novčane i druge nagrade. Emisija se prikazuje od 2. srpnja 2020. godine na kanalu Crave u Kanadi, na BBC 3 u Ujedinjenom Kraljevstvu te na usluzi WOW Presents Plus u Hrvatskoj i ostatku svijeta.
Canada's Drag Race četvrti je po redu naslov u serijalu Drag Race, nakon tajlandske, čileanske i britanske verzije. Pratile su ju nizozmska, australsko-novozelandska, španjolska, francuska, filipinska, belgijska, švedska, meksička i njemačka inačica RuPaulove emisije. 
Emisija je ostvarila kritički uspjeh osvojivši 18 nagrada Canadian Screen Awards. Iznjedrila je i vlastiti nastavak pod imenom Canada's Drag Race: Canada vs. the World, u kojemu se drag kraljice iz izvorne emisije natječu protiv bivših natjecatelja raznih ostalih emisija iz serijala Drag Race. 

## Produkcija
Emisiju World of Wonder, produkcijska kuća koja proizvodi RuPaul's Drag Race, te kanadska produkcijska kuća Blue Ante Studios. Prva je sezona bila službeno najavljena na dan 27. lipnja 2019. godine. Do sada su se prikazale četiri sezone, a peta sezona najavljena je krajem 2023. godine. Prijave za petu sezonu bile su otvorene u studenome 2023. godine.
Natjecatelji prve sezone bili su predstavljeni 14. svibnja 2020. godine. Pobjedu je u prvoj sezoni odnijela Priyanka. Druga se sezona prikazivala 2021. godine, a treća 2022. godine. 
Natjecatelji četvrte sezone bili su predstavljeni 18. listopada 2023. godine kada je bilo potvrđeno da će sezona s prikazivanjem započeti 16. studenoga iste godine.

### Format
Kao i većina emisija iz serijala, kanadska inačica Drag Racea prati isti format kao i izvorna američka emisija. Desetak „drag kraljica” po sezoni prolazi kroz razne izazove poput glume, plesa, modnog dizajniranja i sl. Prema odluci žirija, natjecatelji s najboljom izvedbom pobjeđuju tjedni izazov, a najlošiji pristupe lipsync duelu (eng. Lipsync for Your Life) nakon kojeg jedan natjecatelj ostane u emisiji, dok drugi bude eliminiran. Na kraju svake sezone, žiri bira pobjednika koji je tokom sezone ostvario najbolje rezultate i ostavio najbolji cjelokupni dojam.
Četvrta je sezona po prvi puta uvela manju preinaku u formatu; tjedni pobjednik izazova dobio je tzv. moć Golden beavera (dosl. Zlatni dabar) pomoću koje je morao jednu od troje kraljica na eliminaciji spasiti od lipsync dvoboja.

### Natjecatelji
U emisiji se do sada kroz četiri sezone natjecalo ukupno 47 kanadskih drag kraljica.

### Suci
Emisiju vodi Brooke Lynn Hytes, bivša natjecateljica i pratilja u jedanaestoj sezoni izvorne američke emisije RuPaul's Drag Race. Uz nju su od druge sezone glavni suci Brad Goreski i Traci Melchor, koji su zamijenili dotadašnje suce: Jeffreyja Bowyer-Chapmana, Stacey McKenzie i Amandu Brugel. Kroz emisiju se u gotovo svakoj epizodi pojavljuju i gostujući suci.
| Sudac                  | Sezona         | Sezona       | Sezona       | Sezona       |
| Sudac                  | 1.             | 2.           | 3.           | 4.           |
| ---------------------- | -------------- | ------------ | ------------ | ------------ |
| Brooke Lynn Hytes      | Glavna uloga   | Glavna uloga | Glavna uloga | Glavna uloga |
| Jeffrey Bowyer-Chapman | Glavna uloga   |              |              |              |
| Stacey McKenzie        | Glavna uloga   |              |              |              |
| Traci Melchor          | Sporedna uloga | Glavna uloga | Glavna uloga | Glavna uloga |
| Amanda Brugel          | Sporedna uloga | Glavna uloga |              |              |
| Brad Goreski           |                | Glavna uloga | Glavna uloga | Glavna uloga |

## Pregled emisije
| Sezona | Sezona | Epizode | Epizode | Originalno emitiranje | Originalno emitiranje | Broj natjecatelja | Pobjednica      | Pratilja                | Miss Congeniality |
| Sezona | Sezona | Epizode | Epizode | Premijera             | Finale                | Broj natjecatelja | Pobjednica      | Pratilja                | Miss Congeniality |
| ------ | ------ | ------- | ------- | --------------------- | --------------------- | ----------------- | --------------- | ----------------------- | ----------------- |
|        | 1.     | 10      | 10      | 2. srpnja 2020.       | 3. rujna 2020.        | 12                | Priyanka        | Rita Baga Scarlett BoBo | —                 |
|        | 2.     | 12      | 12      | 14. listopada 2021.   | 16. prosinca 2021.    | 12                | Icesis Couture  | Kendall Gender Pythia   | Suki Doll         |
|        | 3.     | 9       | 9       | 14. srpnja 2022.      | 8. rujna 2022.        | 12                | Gisèle Lullaby  | Jada Shada Hudson       | Vivian Vanderpuss |
|        | 4.     | 9       | 9       | 16. studenoga 2023.   | 11. siječnja 2024.    | 11                | Venus           | Aurora Matrix           | Kitten Kaboodle   |
|        | 5.     | 9       | 9       | 21. studenoga 2024.   | 16. siječnja 2025.    | 11                | The Virgo Queen | Makayla Couture         | Jaylene Tyme      |

### Popis epizoda

#### Prva sezona (2020.)
| Br. u seriji | Br. u sezoni | Naslov                      | Pobjeda       | Eliminacija             | Nadnevak prikazivanja |
| ------------ | ------------ | --------------------------- | ------------- | ----------------------- | --------------------- |
| 1.           | 1.           | "Eh-Leganza Eh-Xtravaganza" | Rita Baga     | Juice Boxx              | 2. srpnja 2020.       |
| 2.           | 2.           | "Her-Itage Moments"         | Lemon         | Kyne                    | 9. srpnja 2020.       |
| 3.           | 3.           | "Not Sorry Aboot It"        | Priyanka      | Anastarzia Anaquway     | 16. srpnja 2020.      |
| 4.           | 4.           | "Single Use Queens"         | Rita Baga     | Tynomi Banks            | 23. srpnja 2020.      |
| 5.           | 5.           | "The Snatch Game"           | Jimbo         | Kiara                   | 30. srpnja 2020.      |
| 6.           | 6.           | "Star Sixty-Nine"           | Rita Baga     | BOA                     | 6. kolovoza 2020.     |
| 7.           | 7.           | "Miss Loose Jaw"            | Lemon         | Ilona Verley            | 13. kolovoza 2020.    |
| 8.           | 8.           | "Welcome to the Family"     | Priyanka      | Lemon                   | 20. kolovoza 2020.    |
| 9.           | 9.           | "The Snow Ball"             | Scarlett BoBo | Jimbo                   | 27. kolovoza 2020.    |
| 10.          | 10.          | "U Wear It Well"            | Priyanka      | Rita Baga Scarlett BoBo | 3. rujna 2020.        |

#### Druga sezona (2021.)
| Br. u seriji | Br. u sezoni | Naslov                           | Pobjeda        | Eliminacija           | Nadnevak prikazivanja |
| ------------ | ------------ | -------------------------------- | -------------- | --------------------- | --------------------- |
| 11.          | 1.           | "Lost and Fierce"                | Icesis Couture | Beth                  | 14. listopada 2021.   |
| 12.          | 2.           | "Under the Big Top"              | Pythia         | Océane Aqua-Black     | 21. listopada 2021.   |
| 13.          | 3.           | "Screech"                        | Adriana        | Stephanie Prince      | 28. listopada 2021.   |
| 14.          | 4.           | "Snatch Game"                    | Synthia Kiss   | Suki Doll             | 4. studenoga 2021.    |
| 15.          | 5.           | "Bye Flop"                       | Gia Metric     | Eve 6000              | 11. studenoga 2021.   |
| 16.          | 6.           | "The Sinner's Ball"              | Icesis Couture | Synthia Kiss          | 18. studenoga 2021.   |
| 17.          | 7.           | "The Roast of Brooke Lynn Hytes" | Kendall Gender | Kimora Amour          | 25. studenoga 2021.   |
| 18.          | 8.           | "Prom"                           | Pythia         | Adriana               | 2. prosinca 2021.     |
| 19.          | 9.           | "The Reunion"                    | —              | Gia Metric            | 9. prosinca 2021.     |
| 20.          | 10.          | "Queen of the North"             | Icesis Couture | Kendall Gender Pythia | 16. prosinca 2021.    |

#### Treća sezona (2022.)
| Br. u seriji | Br. u sezoni | Naslov                           | Pobjeda            | Eliminacija                                        | Nadnevak prikazivanja |
| ------------ | ------------ | -------------------------------- | ------------------ | -------------------------------------------------- | --------------------- |
| 21.          | 1.           | "Sidewalk to Catwalk"            | Lady Boom Boom     | Halal Bae                                          | 14. srpnja 2022.      |
| 22.          | 2.           | "The Who-Knows"                  | Kimmy Couture      | Miss Moço                                          | 21. srpnja 2022.      |
| 23.          | 3.           | "Ruets"                          | Jada Shada Hudson  | Chelazon Leroux                                    | 28. srpnja 2022.      |
| 24.          | 4.           | "Bitch Stole My Look"            | Gisèle Lullaby     | Kaos                                               | 4. kolovoza 2022.     |
| 25.          | 5.           | "Snatch Game"                    | Gisèle Lullaby     | Lady Boom Boom                                     | 11. kolovoza 2022.    |
| 26.          | 6.           | "Cosmetic Queens"                | Miss Fiercalicious | Bombae                                             | 18. kolovoza 2022.    |
| 27.          | 7.           | "Squirrels Trip: The Rusical"    | Vivian Vanderpuss  | Irma Gerd                                          | 25. kolovoza 2022.    |
| 28.          | 8.           | "Masquerade Ball"                | Miss Fiercalicious | Vivian Vanderpuss                                  | 1. rujna 2022.        |
| 29.          | 9.           | "True North Strong (and Fierce)" | Gisèle Lullaby     | Jada Shada Hudson Kimmy Couture Miss Fiercalicious | 8. rujna 2022.        |

#### Četvrta sezona (2023.–2024.)
| Br. u seriji | Br. u sezoni | Naslov                              | Pobjeda         | Eliminacija                         | Nadnevak prikazivanja |
| ------------ | ------------ | ----------------------------------- | --------------- | ----------------------------------- | --------------------- |
| 30.          | 1.           | "Premiere Ball"                     | Venus           | —                                   | 16. studenoga 2023.   |
| 31.          | 2.           | "QV-She"                            | Kitten Kaboodle | Sisi Superstar                      | 23. studenoga 2023.   |
| 32.          | 3.           | "OH-SHE-GAGGIN"                     | Aurora Matrix   | The Girlfriend Experience           | 30. studenoga 2023.   |
| 33.          | 4.           | "Out of the Closet"                 | Kiki Coe        | —                                   | 7. prosinca 2023.     |
| 34.          | 5.           | "Snatch Game"                       | Melinda Verga   | Luna DuBois                         | 14. prosinca 2023.    |
| 35.          | 6.           | "Lip Sync Slay-Offs"                | Nearah Nuff     | Aimee Yonce Shennel Kitten Kaboodle | 21. prosinca 2023.    |
| 36.          | 7.           | "From Drags to Riches: The Rusical" | Aurora Matrix   | Kiki Coe                            | 28. prosinca 2023.    |
| 37.          | 8.           | "A Star Is Born"                    | Denim           | Melinda Verga                       | 4. siječnja 2024.     |
| 38.          | 9.           | "Grand Finale"                      | Venus           | Aurora Matrix Denim Nearah Nuff     | 11. siječnja 2024.    |

## Canada's Drag Race: Canada vs. the World
Kanada je domaćin jednog od međunarodnih nastavka u serijalu Drag Race pod nazivom Canada's Drag Race: Canada vs. the World. U ovom su se nastavku „kraljice” iz kanadske inačice emisije natječu zajedno sa natjecateljima iz drugih emisija serijala Drag Race. U prvoj su se sezoni natjecale drag kraljice iz australijsko-novozelandske, britanske i američke All Stars inačice. Prva sezona prikazala se od 18. studenoga do 23. prosinca 2022. godine. Emisija prati isti format kao i druga, treća i četvrta sezona američke emisije RuPaul's Drag Race All Stars. 
Druga je sezona najavljena za 2024. godinu.

### Pregled emisije
| Sezona | Sezona | Epizode | Epizode | Originalno emitiranje | Originalno emitiranje | Broj natjecatelja | Pobjednica    | Pratilja             |
| Sezona | Sezona | Epizode | Epizode | Premijera             | Finale                | Broj natjecatelja | Pobjednica    | Pratilja             |
| ------ | ------ | ------- | ------- | --------------------- | --------------------- | ----------------- | ------------- | -------------------- |
|        | 1.     | 6       | 6       | 18. studenoga 2022.   | 23. prosinca 2022.    | 9                 | Ra'Jah O'Hara | Silky Nutmeg Ganache |
|        | 2.     | 6       | 6       | 19. srpnja 2024.      | 23. kolovoza 2024.    | 9                 | Lemon         | Alexis Mateo         |

#### Popis epizoda

##### Prva sezona (2022.)
| Br. u seriji | Br. u sezoni | Naslov             | Pobjeda              | Eliminacija                                   | Nadnevak prikazivanja |
| ------------ | ------------ | ------------------ | -------------------- | --------------------------------------------- | --------------------- |
| 1.           | 1.           | "Bonjour, Hi"      | Vanity Milan         | Kendall Gender                                | 18. studenoga 2022.   |
| 2.           | 2.           | "Snatch Summit"    | Icesis Couture       | Stephanie Prince                              | 25. studenoga 2022.   |
| 3.           | 3.           | "The Weather Ball" | Silky Nutmeg Ganache | Anita Wigl'it                                 | 2. prosinca 2022.     |
| 4.           | 4.           | "Comedy Queens"    | Victoria Scone       | Icesis Couture                                | 9. prosinca 2022.     |
| 5.           | 5.           | "Spy Queens"       | Rita Baga            | Vanity Milan                                  | 16. prosinca 2022.    |
| 6.           | 6.           | "Grand Finale"     | Ra'Jah O'Hara        | Rita Baga Silky Nutmeg Ganache Victoria Scone | 23. prosinca 2022.    |

##### Druga sezona (2024.)
U drugoj sezoni se natječu Alexis Mateo, Kennedy Davenport i Eureka! iz američke emisije, Cheryl i Le Fil iz britanske emisije, La Kahena iz francuske emisije te Lemon, Miss Fiercalicious i Tynomi Banks iz kanadske emisije. Pobjednicom sezone proglašena je Lemon.
| Br. u seriji | Br. u sezoni | Naslov                                | Pobjeda           | Eliminacija                           | Nadnevak prikazivanja |
| ------------ | ------------ | ------------------------------------- | ----------------- | ------------------------------------- | --------------------- |
| 7.           | 1.           | "Drag Pop"                            | Lemon             | La Kahena                             | 19. srpnja 2024.      |
| 8.           | 2.           | "The Hole"                            | Kennedy Davenport | Le Fil                                | 26. srpnja 2024.      |
| 9.           | 3.           | "Glamorous Drag Queen Ball Challenge" | Alexis Mateo      | Tynomi Banks                          | 2. kolovoza 2024.     |
| 10.          | 4.           | "Reading Battles"                     | Kennedy Davenport | Eureka!                               | 9. kolovoza 2024.     |
| 11.          | 5.           | "Snatch Game: The Rusical"            | Kennedy Davenport | Miss Fiercalicious                    | 16. kolovoza 2024.    |
| 12.          | 6.           | "Grand Finale"                        | Lemon             | Alexis Mateo Cheryl Kennedy Davenport | 23. kolovoza 2024.    |

## Povezani mediji i događanja

### Turneja
Službena turneja natjecatelja emisije najavljena je za 2024. godinu.  U turneju sudjeluju pobjednica treće sezone  Gisèle Lullaby, finalisti iste sezone Jada Shada Hudson i Kimmy Couture, a pridružuje im se i Jaida Essence Hall iz emisije RuPaul's Drag Race.

### U Hrvatskoj
LGBT centar Split je od studenoga 2023. godine za ljubitelje emisije organizirao Split stop, tjedna javna gledanja (tzv. viewing parties) epizoda četvrte sezone.

## Vanjske poveznice
- Canada's Drag Race na platformi WOW Presents Plus
- Službena stranica na Instagramu
- Službena stranica na Facebooku